# La hoja roja
La hoja roja es una novela realista, que trata principalmente el tema de la soledad, publicada por el autor español Miguel Delibes en 1959.

## Argumento
Don Eloy es un hombre de 70 años, recién jubilado, que trabajaba como funcionario para el ayuntamiento de una ciudad de provincias. Su mujer murió cuando aún era joven. Su único hijo vive en Madrid y no tienen demasiada relación. La rutina de Eloy consiste en dar largos paseos con su amigo Isaías y charlar con la joven criada que trabaja interna en su casa. Las conversaciones de los dos hombres giran siempre en torno a tiempos pasados y las de ella versan sobre su pueblo, el lugar del que se ha visto obligada a emigrar y que extraña profundamente. Eloy se encuentra siempre a la espera de alguna carta de su hijo preocupándose por él, sin embargo, esta carta nunca llega. Cuando su amigo Isaías muere, Eloy decide partir a Madrid y pasa un tiempo en casa de su hijo. Allí no se siente querido y decide volver a su hogar con Desi, la única persona para la cual no se siente una carga. La muchacha, cuya única ilusión fue casarse con su novio del pueblo, el Picaza, ve truncados todos sus deseos cuando este bribón comete un asesinato y es encarcelado. Viendo como solo se tienen el uno al otro, Eloy le propone a la joven un matrimonio de conveniencia que hará que ella herede todo cuanto el anciano posee cuando este muera, además de obtener una pensión de viudedad. Ella acepta.

## Personajes

### Personajes principales
- Eloy es un hombre de 70 años, recién jubilado, que trabajaba como funcionario para el ayuntamiento de una ciudad de provincias. Su mujer murió cuando aún era joven, al igual que uno de sus dos hijos. El que continúa vivo reside en Madrid, trabajando como notario, y no tiene demasiada relación con él. Uno de sus rasgos más característicos es la sensación de “frío” que funciona como metáfora de su soledad. A pesar de que recibe una pensión insignificante, tiene contratada una chica interna que realiza las tareas del hogar, su nombre es Desi. El Viejo Eloy desarrolla una obsesión por la muerte, ya que el mismo día de su jubilación, le aparece en su librillo de papel de fumar la hoja roja, el aviso de que le quedan pocas, lo que el percibe como un aviso de que su final también está cerca. A partir de este hecho, comienza a comunicar de forma bastante repetitiva a todos sus conocidos, no solo este suceso, sino también otros muchos recuerdos de su vida. Esto resulta bastante cargante para los que están a su alrededor y el viejo Eloy se siente cada vez más una molestia para su familia, sus antiguos colegas y sus vecinos. La única que le escucha, y con gran alegría es Desi.

Algunas de sus frases más representativas durante esta novela son:

“Uno se enfría, no cuando hace frío sino cuando teme que va a enfriarse.” 
“La jubilación es la antesala de la muerte.” 
“¿Sabe? Tengo más amigos a ese lado de la tapia que a éste”
- Desi, muchacha de 20 años y actitud ingenua, que tras la muerte de su padre se ve forzada a emigrar del pueblo a la ciudad y acaba trabajando para Eloy. Se encuentra sola en la ciudad con la excepción de una vecina, Marce, que es de su mismo pueblo y el Picaza, su novio, que se encuentra también en la urbe haciendo la mili. El Picaza es un hombre egoísta y agresivo que llega incluso a maltratarla. A pesar de lo que pueda parecer desde una perspectiva anacrónica, Desi es una mujer muy valiente ya que abandona, siendo bastante joven, su casa y se rebela contra las convenciones sociales de la época que veían con malos ojos su amistad con el anciano, que inclusive enseña a la chica a leer y a escribir, y su posterior matrimonio de conveniencia con él. Eloy le propone el trato del matrimonio para que ella pueda heredar sus posesiones y recibir una pensión de viudedad.[2] Se ha llegado a decir que la Desi es un personaje diseñado para que por sus ojos analfabetos asome el campo a la novela.[3]

### Personajes secundarios
- Isaías, anciano amigo de Eloy, son amigos desde siempre. Complementa muy bien a Eloy, ya que es sumamente optimista. Suelen mantener conversaciones sobre tiempos pasados en su paseo diario. Casi al final del libro fallece, dejando a Eloy aún más solo que antes.
- Leoncito, el hijo de Eloy. Un hombre desagradecido y egoísta que vive en Madrid con un buen puesto de notario. Nunca suele contestar a las cartas de su padre. Está casado con una mujer bastante desagradable que se mofa de Eloy cuando este les visita.
- Picaza, novio de Desi que se encuentra haciendo la mili en Madrid. Es muy violento y visita asiduamente el prostíbulo. Acaba en la cárcel por cometer un asesinato y debido a ello sus planes de boda con Desi se ven truncados.
- Marce, vecina de Desi, que sirve en otra casa del edificio. En ocasiones se porta muy bien con Desi y otras se comporta de forma muy maliciosa. Es muy cotilla y a veces trata de aprovecharse de la joven, que al final se percata de que es una envidiosa y una manipuladora.

## Temas

### La soledad
Vemos la soledad experimentada por dos personajes opuestos, que son los protagonistas Eloy y Desi: pobre/ rico; joven/ viejo; campesina /ciudadano; y hombre/ mujer.
El hombre sufre la soledad porque al ser tan longevo, sus amigos han ido muriendo. Además, a causa de la jubilación ha perdido la relación con sus compañeros de trabajo y su único hijo no quiere saber nada de él.
Además de esta soledad en cuanto a pérdida física de personas queridas, percibimos una pérdida aún mayor a la hora de no poder compartir recuerdos, van desapareciendo las últimas personas, como por ejemplo su amigo Isaías, que compartían con él las memorias de los tiempos de juventud. Así lo refleja Eloy, al tratar de explicarle a Desi su profunda pena ante la muerte de su amigo: “Era difícil tratar de hacer comprender a la chica que no era el amigo, sino el calor, y que no era sólo un hombre lo que yacía en el ataúd, sino Madame Catroux, la francesa, y su colegio de párvulos, y Poldo Pombo y su anacrónico biciclo y las poleas gimnásticas del Dr. Sandon, y su hermana Elena, y la Antonia, y el tío Alejo y sus bracitos de enano; y la Rosina, y el tío Hermene y el Banco Cooperativo; y Pepín Vázquez y la Paquita Ordóñez y la Casa de Baños; y Lucita y Goyito, su hijo menor y toda una vida ”(1959; 183-184)

### La muerte
El mismo título nos remite ya la misma muerte, ya que la hoja roja es una metáfora de la muerte, un aviso de que la vida está por terminar. La hoja roja se refiere a una hojita de ese color, empleada en los librillos de papel de liar, que alertaba al usuario de que ya sólo le quedaban cinco hojitas. De hecho, la muerte es uno de los grandes protagonistas de esta novela, envuelve toda la narración. Vemos personajes, de todas las edades y por muy diversas causas, morir. El fallecimiento del hijo de Eloy, el de su mujer, el del padre de Desi, el de la mujer asesinada por el Picaza y el de Isaías. Este gran número de difuntos resulta curioso en un libro que prácticamente queda reducido a una decena de personajes. Además de la muerte como tal, tenemos miedo a su visita encarnado en Eloy que desarrolla una insistente preocupación por el fin de su vida. De nuevo, Desi encarna justamente lo contrario, la ilusión por vivir y los planes futuros.

## Estructura

### Estructura externa
Se divide en 22 capítulos.

### Estructura interna

#### Con base en los personajes
Encontramos tres bloques de contenido diferentes. En primer lugar, los recuerdos de la vida de Eloy, que encarnarían el pasado. En segundo lugar, la ilusión, planes y nostalgia del pueblo de Desi, que representarían el futuro. Por último, tendríamos la relación que se forja entre ambos que es la causa del desenlace de la novela, lo que representaría el presente.

#### Con base en la acción
La presentación estaría compuesta por los cuatro primeros capítulos, en los que se presentan los personajes y Desi comienza a trabajar para Eloy. El nudo va desde el quinto capítulo al duodécimo, cuando Isaías muere. Durante esta etapa se nos describe la rutinaria vida de los protagonistas, además de sus sentimientos y pensamientos. Además, se produce el encarcelamiento del Picaza, el novio de Desi. Por último, tenemos el desenlace, a partir de la muerte de Isaías, donde Eloy y Desi fortalecen aún más su amistad y hacen el trato de realizar un matrimonio de conveniencia.

## El tiempo

### Tiempo interno
La historia comienza en invierno de 1955 y tiene su fin en la primavera de 1956. Prácticamente el invierno completo, esta estación y su característico frío acompaña perfectamente a la novela siendo prácticamente un personaje más. Esta estación dormida, y estéril nos puede llegar a recordar a fábula mitológica de Deméter y Perséfone.
También encontramos en la novela flashbacks que nos retrotraen a otras épocas mucho más cálidas, en todos los sentidos.

### Tiempo externo
La época histórica en la que se encuadra la acción de esta obra es la España de la posguerra, en una época prácticamente coetánea a aquella en la que La hoja roja fue gestada.
En el libro se ve perfectamente reflejado el gran abismo existente entre el campo y la ciudad, los mundos urbano y rural totalmente paralelos. En aquel momento histórico se dio un profundo proceso industrializador en España que propició grandes flujos migratorios del campo a la ciudad, tal y como vemos ejemplificado en el personaje de Desi. Esto es consecuencia del gran desarrollo económico que se produjo durante la época en la que transcurre la historia, el principio de la Guerra Fría , que hace a grandes potencias como Estados Unidos comenzar a colaborar con países como España. Es por esto por lo que se produce una apertura del país que se traduce en el impulso económico del que hablábamos anteriormente.

## El espacio
Durante toda la novela se intuye una ciudad castellana. Pese a que explícitamente no se menciona ninguna ciudad en concreto, existen varios indicios que apuntan a Valladolid. Se menciona el pueblo de la Parrilla y se hace referencia a Sandovala, la campana de la Iglesia de San Benito el Viejo (Delibes, 1959; 49, 189).
Respecto a los lugares más concretos dentro de la narración, encontramos la casa de Eloy. El lugar encarna el tópico literario del locus amoenus. Desde el momento de su jubilación, su casa suele ser el único lugar en el que el anciano deja de experimentar esa acusada sensación de frío que le persigue en forma de obsesión durante la obra. En la cocina, particularmente es donde Eloy encuentra la mayor calidad, ya que esta viene del fuego del fogón físicamente y de forma más espiritual del cariño de Desi, que charla con él mientras cocina.
En contraste con este lugar, encontramos el antiguo lugar de trabajo de Eloy, que en vida había sido para él, textualmente, «la prolongación del hogar», pasa a ser un lugar desagrabale, donde ya no hay lugar para él. En palabras del propio Delibes «Sin mayor motivo la oficina le aterraba» (1959; 105).
La casa de su hijo y la ciudad de Madrid también le generan un gran malestar, ya que percibe aquel lugar como mecánico y caótico, demasiada modernidad para alguien tan mayor como él.
A pesar de centrar normalmente la acción en paisajes castellanos,al igual que los demás escritores de la generación del 98 en el caso de Delibes, es más bien una personificación de cada lugar. Desi encarna el campo, el hijo de Eloy encarna la ciudad de Madrid y Eloy la humilde ciudad castellana.

## Estilo
Lo más característico en esta novela es la forma que tienen la forma de autodefinirse los personajes por medio del diálogo, forma de expresión que predomina a lo largo de todo el libro. Este recurso le aporta realismo ya que plasma la oralidad real del pueblo. El realismo social fue la corriente imperante de los años 50 en la literatura española.
El lenguaje utilizado por los personajes es coloquial y el usado por el narrador bastante sencillo, asequible. La repetición de historias en boca de los protagonistas es otras de sus claves para darle realismo y añadir un toque costumbrista a la narración.
Destaca la capacidad del autor para describir paisajes y a las personas más débiles, con una mezcla de ternura, angustia e ironía.
Observamos recurrencia de recursos literarios ya desde el título de la novela. La hoja roja es una metáfora del comienzo de la etapa final de la vida (El Viejo Eloy desarrolla una obsesión por la muerte, ya que el mismo día de su jubilación, le aparece en su librillo de papel de fumar la hoja roja, el aviso de que le quedan pocas, lo que el percibe como un aviso de que su final también está cerca). Vemos este recurso en otros momentos como “la jubilación era la antesala de la muerte” (1959; 9). Al igual que en otras muchas obras del autor, predomina la ironía: “Mauro Gilera uno de esos muchachos ejemplares que sólo ven en su mujer la madre de sus hijos y recortan sus ambiciones a la medida del escalafón de funcionarios” (1959; 13) También algún que otro polisíndeton, muy representativo de la lengua oral y la coloquialidad: “y dijo con una punta de voz que cuando acudía a este acto le vino a la mente el día que la corporación estrenó carretillas para la limpieza y escobillones de brazo y que él se detuvo y le dijo a su señora(...)” (1959; 16) Por último, predominan las antítesis, ya que en la novela vemos múltiples opuestos que son los que hacen girar la novela “...el calor de la Antonia prevalecía sobre el frío de los impresos, y el frío de Carrasco y el frío de su hermana Elena” (1959; 58) Esta antítesis se manifiesta en su mayor esplendor en los dos personajes protagonistas, Eloy y Desi: pobre/rico; joven/viejo; campesina/ciudadano; y hombre/mujer

## Inspiración
Miguel Delibes cuenta, en la nota de autor de la edición de sus obras completas, que basó esta novela en uno de sus antiguos profesores de química, que ya jubilado le transmitía una angustiosa sensación de soledad.

## Adaptación
La novela fue adaptada al teatro por el propio Delibes y estrenada en 1986 en el teatro Calderón de Valladolid. Fue dirigida por Manuel Collado y las interpretaciones principales corrieron a cargo de Narciso lbañez Menta y María Fernanda D'Ocón.